# Stadio
Stadio es un grupo musical italiano de estilo pop rock formado en el año 1977. Está compuesto por Giovanni Pezzoli (batería), Roberto Drovandi (bajo), Andrea Fornili (guitarra) y Gaetano Curreri (vocal y teclado), ganadores del Festival de la Canción de San Remo de 2016.